# Koller Károly Pius
Koller Károly Pius (született: Koller Károly; Nagykanizsa, 1901. március 4. – London /Brushwood?/, 1979. június 29.) magyar származású brit sejtbiológus genetikus, bencés szerzetes.

## Élete
Szüleinek kései gyermeke volt, édesanyja, Takács Rozália 41 éves volt ekkor. Apja, Koller Károly mozdonyvezetőként dolgozott. 1919-ben érettségizett a szombathelyi gimnáziumban, közben 1917-ben a pannonhalmi Szent Benedek-rendbe lépett, ahol 1918-ban egyszerű, 1922. szeptember 10-én ünnepélyes fogadalmat tett, majd 1924. június 29-én áldozópappá szentelték. 1926-ban kapott bölcsészdoktori oklevelet a Pázmány Péter Tudományegyetemen, ahol egy évvel később természetrajz–földrajz szakos középiskolai tanári végzettséget is szerzett. 1928 és 1930 között Cambridge-ben és Edinburgh-ben tanult, az Edinburgh-i Egyetemen természettudományi doktori (PhD) fokozatot kapott 1930-ban.
1927-ben egy Karczag László által szervezett Nemzetközi Sejtkongresszuson kötelezte el magát a sejtkutatással. A Korányi Klinika sejtlaboratóriumába jelentkezett, innen került ösztöndíjjal Nagy-Britanniába, ahol Szent-Györgyi Alberttel dolgozott. Visszatérve Magyarországra a Magyar Biológiai Kutatóintézetbe került, ám 1932-ben végleg Angliába költözött.
Kezdetben a londoni John Innes Institute-ben dolgozott Cyril Dean Darlingtonnal, akivel kromoszómakutatásokat végzett, és a citogenetika alapjait is itt sajátította el. 16 hónapot töltött ösztöndíjjal az amerikai Pasadenában Thomas Hunt Morgan intézetében Theodosius Dobzhanskyval ecetmuslicák kromoszóma-sajátosságait vizsgálták.
Edinburgh-ba visszatérve Hermann Joseph Mullerrel, a sugárzás szövetekre gyakorolt hatásait vizsgálta. 1939-ben ő is aláírója volt a Nature-ben megjelent ún. Eugénikai Kiáltványnak (Social Biology and Population Improvement), mely leleplezte a náci rasszizmust, tudománytalannak tartotta a fajelméletet és elítélte a fajok közötti háborút. A második világháború idején – 1936-tól brit állampolgárként – mustárgáz okozta kromoszómakárokkal foglalkozott, 1944-től a Royal Cancer Hospitalban ismét sugárzásvizsgálatokat folytatott. 1946-tól az Institute of Cancer Research Chester Beatty Laboratoriesnél kezdett dolgozni; itt később a citogenetikai osztály vezetője lett.
1969-ben nyugdíjba vonult, de aktív maradt: 1970-ben a Nemzetközi Atomenergia-ügynökség fél évre Indonéziába küldte, hogy továbbképző előadásokat tartson, de egészen 1979-ig az ügynökség szakértője maradt. 1970–71-ben a Harvard Medical Schoolban (a Harvard Egyetem bostoni szervezete) dolgozott vendégprofesszorként.
Britként sem szakadt el Magyarországtól: a Londonba érkező magyar kutatókat önzetlenül támogatta, gyakran szállást, ösztöndíjat, kutatási lehetőséget szerzett vagy szervezett nekik. Az Országos Onkológiai Intézet támogatója volt, számos könyvet, folyóiratot, vegyszert, kísérleti állatot szerzett az intézetnek. A Cancer Research Chester Beatty Laboratories számos alkalommal fogadott magyar kutatót Koller kezdeményezésére. 1976-ban megkapta a SOTE Semmelweis-érmét.
1936-ban kapta meg a brit állampolgárságot, formálisan 1947-ben lépett ki a bencés rendből. Felesége Anna Edith Olsen volt, akivel 1946-ban házasodtak össze és három lányuk született. 1979-ben szívinfarktusban hunyt el, halála után testét a Chilterns krematóriumban elhamvasztották.

## Művei

### Magyarul
- Faj és haj. Egyetemi doktori értekezés Koller K. Pius néven. (Budapest, 1926)
- Degenerációs és involúciós sejttípusok szövetkultúrákban. – Szövettenyésztés az Emys orbicularis szívének sinus venosusából. (A Magyar Biológiai Kutató Intézet II. Osztályának Munkái, 1928)
- Az örökléstan alkalmazásának néhány eredménye. (Természettudományi Közlöny, 1930)
- Örökléstani vizsgálatok a Drosophila obscura két rasszán. – Az inhibitor faktorok és a Morgan-faktor hypothesise. – Positio-eltolódások, duplicatio és „analog” gének hatása a Drosophila melanogaster bar locusában. Koller K. Pius néven. (A Magyar Biológiai Kutató Intézet II. Osztályának Munkái, 1931)
- A szellemi tulajdonságok öröklődése. (Pannonhalmi Szemle, 1931)
- A Drosophila obscura Pointed allelomorph mutációja s módosító faktorai. (A Magyar Biológiai Kutató Intézet munkái, 1932)
- Az ivarkromoszómák két típusai. (Búvár, 1937)
- A Palomar-csillagvizsgáló. – Expedíció a halál völgyébe. (Búvár, 1938)
- Két Apodemus-faj ivarkromoszómáinak differenciálódása. 1 táblával. (Mathematikai és Természettudományi Értesítő, 1939)
- Kromoszómák és gének. Az öröklődés biológiai alapjai. Koller, Peo Charles néven. Ford. Eckhardt Sándorné. 8 táblával. (Budapest, 1971)

### Angolul
- The Role of Chromosomes in Cancer Biology (1972)